# Adelaide Ristori
Adelaide Ristori (Cividale del Friuli, 29 de janeiro de 1822 — Turim, 8 de outubro de 1906) foi uma atriz dramática italiana, frequentemente referida como Marquise.

## Biografia
Nascida em Cividale del Friuli, no norte da Itália, Adelaide era filha de atores ambulantes e, aos catorze anos, fez sua primeira aparição no teatro como Francesca da Rimini, em uma obra dramática de Silvio Pellico. Aos dezoito anos, interpretou Maria Stuart na versão italiana de uma peça de Friedrich Schiller com o mesmo nome. Ela foi um membro da companhia de Sardenha e da companhia ducal de Parma durante alguns anos, antes de seu casamento com o marquês Giuliano Capranica del Grillo. Após um curto retiro de sua carreira, Ristori retornou aos cenários fazendo representações regulares em Turim e províncias.
Em 1855, ela fez sua primeira visita profissional em Paris, França, tomando parte da obra de Francesca. A obra foi recebida friamente, mas Adelaide foi aplaudida quando participou da obra Myrrha, de Vittorio Alfieri.
Em 1856, Adelaide viajou a diferentes países no mundo e, durante um breve intervalo em Paris, reapareceu na adaptação italiana de Montanelli da obra Medea, originalmente de Gabriel Legouvé. Ela repetiu seu sucesso em Londres. Em 1857, visitou Madri, interpretando em espanhol para audiências entusiasmadas.
Em 1866, Ristori fez a primeira de suas quatro viagens aos Estados Unidos, onde foi bastante aplaudida pelo público, especialmente por sua atuação na obra Elisabeth, de Paolo Giacometti, que é um estudo italiano sobre a soberana inglesa Elizabeth I.
Adelaide finalmente se retirou de sua vida profissional em 1885, falecendo em Roma aos oitenta e quatro anos, em outubro de 1906. Ela deixou um filho, o marquês Giorgio Capranica del Grillo. Deixou um livro, Estudos e Memórias, publicado em 1888.
Em 2004, a Fundaçao Biblioteca Nacional (RJ) publicou UMA AMIZADE REVELADA, volume que revelou a amizade e correspondência de mais de vinte anos entre a atriz italiana e o Imperador D. Pedro II do Brasil. A correspondência, ilustrada e com ensaios de pesquisadores quais Teresa Viziano e Alessandra Vannucci, foi gentilmente cedida pelo Fundo Ristori da Biblioteca dell'Attore (Genova) e pelo Fundo Teresa Cristina da Biblioteca Nacional.
Em 2007, D. Carlos Tasso de Saxe-Coburgo e Bragança, um trineto de D. Pedro II do Brasil, publicou o livro "O Imperador e a Atriz - Dom Pedro II e Adelaide Ristori", com outras cartas traduzidas por ele mesmo. Os dois tinham uma forte amizade que durou até a morte de D. Pedro II.

## Curiosidades
Com o pseudônimo Platão, Machado de Assis escreveu cinco artigos de críticas a Adelaide Ristori, no Diário do Rio de Janeiro, em julho de 1869. Tais artigos, juntamente com os de outros autores, foram reunidos no volume Homenagem a Adelaide Ristori, Rio, 1869.